# 圣马丹德戈伊讷
圣马丹德戈伊讷（法語：Saint-Martin-de-Goyne，法語發音：[sɛ̃ maʁtɛ̃ də gɔjn]）是法国热尔省的一个市镇，属于孔东区和热尔洛马涅市镇公共社区。

## 地理
圣马丹德戈伊讷（44°0'11"N, 0°33'59"E）面积5.6 平方千米，位于法国奧克西塔尼大區热尔省，该省份为法国西南部内陆省份，北起顺时针与洛特-加龙省、塔恩-加龙省、上加龙省、上比利牛斯省、大西洋比利牛斯省和朗德省接壤。
与圣马丹德戈伊讷接壤的市镇（或旧市镇、城区）包括：贝拉克、卡斯泰拉-莱克图鲁瓦、拉加尔德、拉罗克昂加兰、莱克图尔、圣梅扎尔。
圣马丹德戈伊讷的时区为UTC+01:00、UTC+02:00（夏令时）。

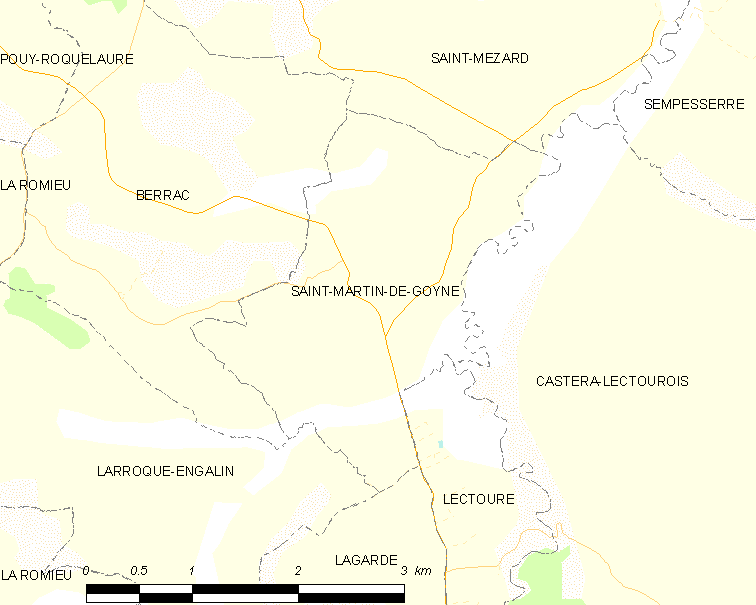
圣马丹德戈伊讷的OSM定位图

## 行政
圣马丹德戈伊讷的邮政编码为32480，INSEE市镇编码为32391。

## 政治
圣马丹德戈伊讷所属的省级选区为莱克图尔-洛马涅县。

## 交通
热尔省省道D36线和D266线在圣马丹德戈伊讷市中心交汇。

## 人口

1962-2008年间圣马丹德戈伊讷人口变化图示

圣马丹德戈伊讷于2022年1月1日时的人口数量为126人。